# Зијадин Села
Зијадин Села (алб. Ziadin Sela; Ливада, 1972) је македонски политичар албанске националности.

## Биографија
Рођен је 1972. године у селу Ливада код Струге. Градоначелник општине Струга у периоду 2013-2017. На локалним изборима 2013. године Села је победио заједничког кандидата ВМРО-ДПМНЕ и СДСМ Владимира Кочовског са разликом око 5.000 гласова. Након резултата избора поднесено је 15 жалби ВМРО-ДПМНЕ изборној комисији, али је одбор прихватио само две које нису утицали на крајњи резултат.
Једна од његових првих мера након преузимања дужности градоначелника било је рушење свих нелегалних објеката који се налазе на обалама реке Црни Дрим. На парламентарним изборима у 2016. Села је изабран за посланика у македонском Собрању.
Дана 27. априла 2017. избор за председника Собрања је био повод за упад македонских националистичких демонстраната у зграду Собрања и том приликом Села је теже повређен.